# Concours général individuel de gymnastique artistique féminine aux Jeux olympiques d'été de 2016
 (août 2016).
Pour un article plus général, voir Gymnastique artistique aux Jeux olympiques d'été de 2016.
Navigation
Londres 2012 Tokyo 2020
La finale du concours général individuel femmes de gymnastique artistique des Jeux olympiques d'été de 2016 organisés à  Rio de Janeiro (Brésil), se déroule à la HSBC Arena le 11 août 2016.

## Format de la compétition
Les 24 meilleures gymnastes des qualifications participent à la finale, dans la limite de deux par pays. Durant ces qualifications, le score prend en compte les notes de chaque agrès. Les compteurs sont ensuite remis à zéro pour la finale, qui ne prend pas en compte les notes des qualifications.

## Programme
All times are local (UTC−3)
| Date                     | Time  | Round         |
| ------------------------ | ----- | ------------- |
| Sunday, 7 August 2016    | 10:30 | Qualification |
| Thursday, 11 August 2016 | 16:00 | Finals        |

## Qualifications
| Rang | Gymnaste            | Pays            | Saut   | Barres asymétriques | Poutre | Sol    | Total  |
| ---- | ------------------- | --------------- | ------ | ------------------- | ------ | ------ | ------ |
| 1    | Simone Biles        | États-Unis      | 16.000 | 15.000              | 15.633 | 15.733 | 62.366 |
| 2    | Aly Raisman         | États-Unis      | 15.766 | 14.733              | 14.833 | 15.275 | 60.607 |
| 3    | Rebeca Andrade      | Brésil          | 15.566 | 14.933              | 14.200 | 14.033 | 58.732 |
| 4    | Seda Tutkhalyan     | Russie          | 14.733 | 15.133              | 14.466 | 13.875 | 58.207 |
| 5    | Aliya Mustafina     | Russie          | 15.166 | 15.833              | 13.033 | 14.066 | 58.098 |
| 6    | Wang Yan            | Chine           | 14.933 | 13.900              | 14.100 | 14.666 | 57.599 |
| 7    | Eythora Thorsdottir | Pays-Bas        | 14.900 | 14.733              | 14.300 | 13.633 | 57.566 |
| 8    | Mai Murakami        | Japon           | 14.700 | 14.166              | 13.833 | 14.566 | 57.265 |
| 9    | Isabela Onyshko     | Canada          | 14.000 | 14.733              | 14.533 | 13.966 | 57.232 |
| 10   | Elisabeth Seitz     | Allemagne       | 14.100 | 15.466              | 13.866 | 13.666 | 57.098 |
| 11   | Asuka Teramoto      | Japon           | 14.800 | 14.900              | 13.666 | 13.700 | 57.066 |
| 12   | Elsabeth Black      | Canada          | 14.766 | 14.500              | 13.566 | 14.133 | 56.965 |
| 13   | Jessica Lopez       | Venezuela       | 14.933 | 15.333              | 13.933 | 12.733 | 56.932 |
| 14   | Giulia Steingruber  | Suisse          | 15.600 | 13.900              | 12.733 | 14.666 | 56.899 |
| 15   | Lieke Wevers        | Pays-Bas        | 13.966 | 14.600              | 14.366 | 13.850 | 56.782 |
| 16   | Marine Brevet       | France          | 14.133 | 14.333              | 14.166 | 13.933 | 56.565 |
| 17   | Flávia Saraiva      | Brésil          | 14.633 | 12.733              | 15.133 | 14.033 | 56.532 |
| 18   | Shang Chunsong      | Chine           | 12.766 | 15.300              | 14.366 | 14.100 | 56.532 |
| 19   | Nina Derwael        | Belgique        | 13.900 | 15.133              | 13.966 | 13.533 | 56.532 |
| 20   | Ellie Downie        | Grande-Bretagne | 14.833 | 14.633              | 14.500 | 12.500 | 56.466 |
| 21   | Louise Vanhille     | France          | 13.966 | 14.866              | 13.633 | 13.300 | 55.765 |
| 22   | Carlotta Ferlito    | Italie          | 14.300 | 14.033              | 13.233 | 14.033 | 55.599 |
| 23   | Sophie Scheder      | Allemagne       | 13.966 | 15.433              | 12.933 | 13.266 | 55.598 |
| 24   | Vanessa Ferrari     | Italie          | 14.533 | 13.866              | 12.000 | 14.866 | 55.265 |

### Réserves
Les gymnastes de réserve pour le concours général individuel sont :
- Claudia Fragapane
- Alexa Moreno
- Ana Sofia Gomez
- Zsófia Kovács

Seules deux gymnastes de chaque pays peut participer à la finale du concours général individuel. Ainsi, dans certains cas, une troisième gymnaste suffisamment bien classée pour être qualifiée n'a pas la possibilité de participer à la finale à cause de ce quota.

## Finale
| Rang               | Gymnaste            | Pays            | Saut   | Barres asymétriques | Poutre | Sol    | Total  |
| ------------------ | ------------------- | --------------- | ------ | ------------------- | ------ | ------ | ------ |
| Médaille d'or      | Simone Biles        | États-Unis      | 15.866 | 14.966              | 15.433 | 15.933 | 62.198 |
| Médaille d'argent  | Aly Raisman         | États-Unis      | 15.633 | 14.166              | 14.866 | 15.433 | 60.098 |
| Médaille de bronze | Aliya Mustafina     | Russie          | 15.200 | 15.666              | 13.866 | 13.933 | 58.665 |
| 4                  | Shang Chunsong      | Chine           | 13.883 | 15.233              | 14.833 | 14.600 | 58.549 |
| 5                  | Elsabeth Black      | Canada          | 14.866 | 14.500              | 14.566 | 14.366 | 58.298 |
| 6                  | Wang Yan            | Chine           | 14.733 | 13.733              | 14.666 | 14.900 | 58.032 |
| 7                  | Jessica Lopez       | Venezuela       | 14.833 | 15.100              | 13.800 | 14.233 | 57.966 |
| 8                  | Asuka Teramoto      | Japon           | 15.100 | 14.566              | 14.266 | 14.033 | 57.965 |
| 9                  | Eythora Thorsdottir | Pays-Bas        | 14.833 | 14.200              | 14.066 | 14.533 | 57.632 |
| 10                 | Giulia Steingruber  | Suisse          | 15.366 | 13.800              | 13.666 | 14.733 | 57.565 |
| 11                 | Rebeca Andrade      | Brésil          | 15.566 | 14.033              | 13.600 | 13.766 | 56.965 |
| 12                 | Carlotta Ferlito    | Italie          | 14.733 | 14.100              | 14.000 | 14.125 | 56.958 |
| 13                 | Ellie Downie        | Grande-Bretagne | 15.100 | 13.783              | 13.700 | 14.300 | 56.883 |
| 14                 | Mai Murakami        | Japon           | 14.866 | 13.766              | 13.900 | 14.133 | 56.665 |
| 15                 | Marine Brevet       | France          | 14.166 | 14.300              | 14.133 | 14.000 | 56.599 |
| 16                 | Vanessa Ferrari     | Italie          | 14.633 | 14.033              | 13.800 | 14.075 | 56.541 |
| 17                 | Elisabeth Seitz     | Allemagne       | 14.100 | 15.233              | 13.200 | 13.833 | 56.366 |
| 18                 | Isabela Onyshko     | Canada          | 13.933 | 14.166              | 14.366 | 13.900 | 56.365 |
| 19                 | Nina Derwael        | Belgique        | 13.966 | 15.300              | 13.300 | 13.733 | 56.299 |
| 20                 | Lieke Wevers        | Pays-Bas        | 14.066 | 14.600              | 13.066 | 14.133 | 55.865 |
| 21                 | Louise Vanhille     | France          | 14.000 | 14.233              | 13.200 | 13.233 | 54.666 |
| 22                 | Seda Tutkhalyan     | Russie          | 14.866 | 15.033              | 13.800 | 10.966 | 54.665 |
| 23                 | Sophie Scheder      | Allemagne       | 14.033 | 13.950              | 12.666 | 13.258 | 53.907 |
| 24                 | Jade Barbosa        | Brésil          | -      | -                   | 13.700 | 7.500  | DNF    |